# Nikkel
Nikkel (af kupfernickel; et ældre tysk ord for det nikkelholdige mineral nikkelin) er det 28. grundstof i det periodiske system og har det kemiske symbol Ni: Under normale temperatur- og trykforhold optræder dette overgangsmetal som et sølvhvidt, skinnende metal med en høj massefylde.

## Egenskaber

### Fysiske egenskaber
Nikkel er et relativt hårdt, men formbart metal med en overflade, der kan poleres temmelig glat. Nikkel er ferromagnetisk. Det optræder meget ofte sammen med kobolt.

### Kemiske egenskaber
Nikkel er kemisk modstandsdygtigt over for såvel atmosfærisk luft som vand, og fortyndede syrer angriber kun langsomt metallet. Normalt optræder stoffet i kemiske forbindelser med oxidationstrin +2, og Ni2+-ioner giver vandige opløsninger en grønlig farve. Indimellem ses nikkel også med oxidationstrin +1, +3 og +4. Ved temperaturer mellem 50 og 80 °C reagerer nikkel med kulilte og danner nikkeltetrakarbonyl, en farveløs, stærkt giftig væske; heri har nikkel oxidationstrin 0.

## Tekniske anvendelser
Nikkel anvendes primært i rustfrit stål og andre mere specialiserede legeringer, men også til mønter, som grønt farvestof i glas, og til at galvanisere andre metaller, så de får et beskyttende "overtræk" af det korrosionsbestandige nikkel.
I laboratorier bruges nikkel, oftest i form af findelt såkaldt Raney-nikkel, som katalysator i hydreringsprocesser.

## Forekomst
Langt det meste af det nikkel, der udvindes, kommer fra to typer malmaflejringer: I lateritter, hvor det optræder i form af nikkelholdig limonit, (Fe,Ni)O(OH), og garnierit, (Ni,Mg)3Si2O5(OH), samt i magmatiske svovlaflejringer, der primært består af pentlandit: (Ni,Fe)9S8.
Sudbury-regionen i Ontario i Canada står for 30 % af verdensproduktionen af nikkel. Nikkel indgår i metalliske meteoroider. Ifølge en teori stammer nikkelforekomsten ved Sudbury fra en enorm, nikkelholdig meteorit, der ramte området i en fjern fortid. I Norilsk i Rusland findes 40 % af verdens aflejringer af nikkelmalm. Andre betydelige forekomster findes i Ny Kaledonien, Australien, Cuba og Indonesien.
Det meste af Jordens indhold af nikkel menes at være 'sunket' ind til kernen tidligt i klodens historie.

## Nikkel i biologien
Nikkel spiller en rolle i en lang række biokemiske processer; noget, man først opdagede i 1970'erne. Eksempelvis indgår stoffet i urease; det første protein der blev fremstillet i krystallinsk form. Mennesker har brug for at indtage 90-100 mikrogram nikkel i den daglige kost.
På den anden side er nikkel samtidig et almindeligt allergifremkaldende stof (allergen): 15 % af alle kvinder og 1 % af mænd har nikkelallergi — Nikkel forekommer ofte i smykker til gene for nikkelallergikere. Hvad færre er opmærksom på, er, at det også forekommer i mobiltelefoner for at frembringe et 'metallook', i mønter og sort mascara.

## Historie
Anvendelsen af nikkel kan spores tilbage til 3.500 år f.Kr.: Bronze fra det område, der i dag er Syrien, indeholdt op mod 2 % nikkel. Kinesiske skrifter omtaler brugen af såkaldt "hvidt kobber" i perioden mellem 1400 og 1700. Men da nikkelholdige mineraler blev forvekslet med tilsvarende sølvholdige mineraler, er man først i nyere tid nået til en dybere forståelse af dette metal og dets anvendelsesmuligheder.
Mineralet nikkelin (NiAs) blev tidligere kaldt kupfernickel på tysk; et ord, der omtrent kan oversættes til 'forhekset kobber': Det ligner, men indeholder ikke kobber. Den svenske kemiker Axel Fredrik Cronstedt søgte efter kobber i nikkelin i 1751, men fandt i stedet et 'nyt', hvidt metal, som han kaldte nikkel.
De første mønter af nikkel blev præget i Schweiz i 1881.

## Isotoper af nikkel
Naturligt forekommende nikkel består af isotoperne 58Ni (den mest udbredte med 68,077 %), 60Ni, 61Ni, 62Ni og 64Ni. Dertil kender man 18 radioaktive isotoper, hvoraf de mest 'sejlivede' er 59Ni med en halveringstid på 76.000 år, og 63Ni med 100,1 års halveringstid. De øvrige isotoper har halveringstider fra nogle få dage og nedefter.
56Ni dannes i store mængder i supernovaer af type Ia; lyset fra disse 'stjerneeksplosioner' aftager efter et mønster, der svarer til nikkel-56's henfald til kobolt-56 og siden til jern-56. Nikkel-59 dannes kontinuerligt i universet og kan derfor bruges til en lang række dateringsopgaver inden for geologien. Eksempelvis til at bestemme, hvor længe en meteorit har været på Jorden. Nikkel-60 er et henfaldsprodukt af den nu 'uddøde' isotop jern-60. Men da denne isotop havde en ganske lang halveringstid, kan variationer i koncentrationen af nikkel-60 fortælle noget om Solsystemets dannelse og tidlige historie.
Nikkel-48, som blev opdaget i 1999, er den isotop, der har den højeste 'andel' af protoner i forhold til neutronerne i atomkernen. 48 er et 'heldigt' eller stabilt antal nukleider, så til trods for 'overvægten' af protoner er denne kerne påfaldende stabil.